# Mont-Saint-Martin (Meurthe y Mosela)
 Mont-Saint-Martin  es una comuna y población de Francia, en la región de Champaña-Ardenas, departamento de Meurthe y Mosela, en el distrito de Briey. Es la cabecera y mayor población del cantón homónimo.
Su población en el censo de 1999 era de 8.241 habitantes. Forma parte de la aglomeración urbana de Longwy.
Está integrada en la Communauté de communes de l'agglomération de Longwy .

## Demografía
| 7034 | 10 035 | 11 556 | 10 419 | 8660 | 8241 |
| Para los censos de 1962 a 1999 la población legal corresponde a la población sin duplicidades (Fuente: INSEE [Consultar]) |        |        |        |      |      |